# Ніколо-Архангельський цвинтар
Ніколо-Архангельський цвинтар (рос. Николо-Архангельское кладбище) — діючий цвинтар закритого типу в міському окрузі Балашиха, один з найбільших цвинтарів Московської області. Цвинтар обслуговується Державна бюджетна установа Москви «Ритуал».

## Історія

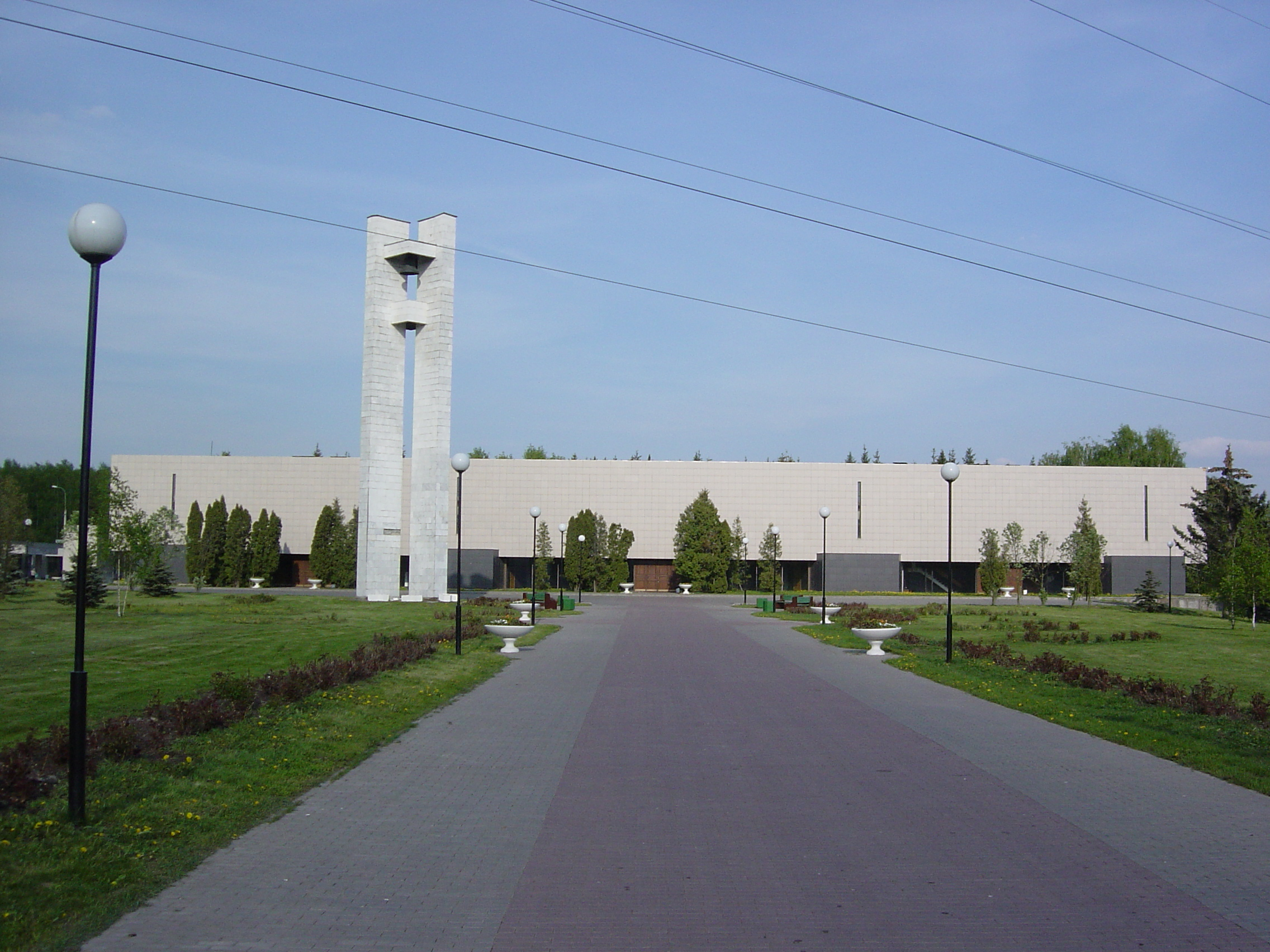
2-й Московський крематорій — один з найбільших крематорів Європи

Цвинтар заснований рішенням Московської міської ради у 1960 році на території села Ніколо-Архангельське, яке згодом стало дачним селищем в складі Балашихинского району, а з 10 червня 2003 року має статус мікрорайону міста Балашихи Московської області Росії.

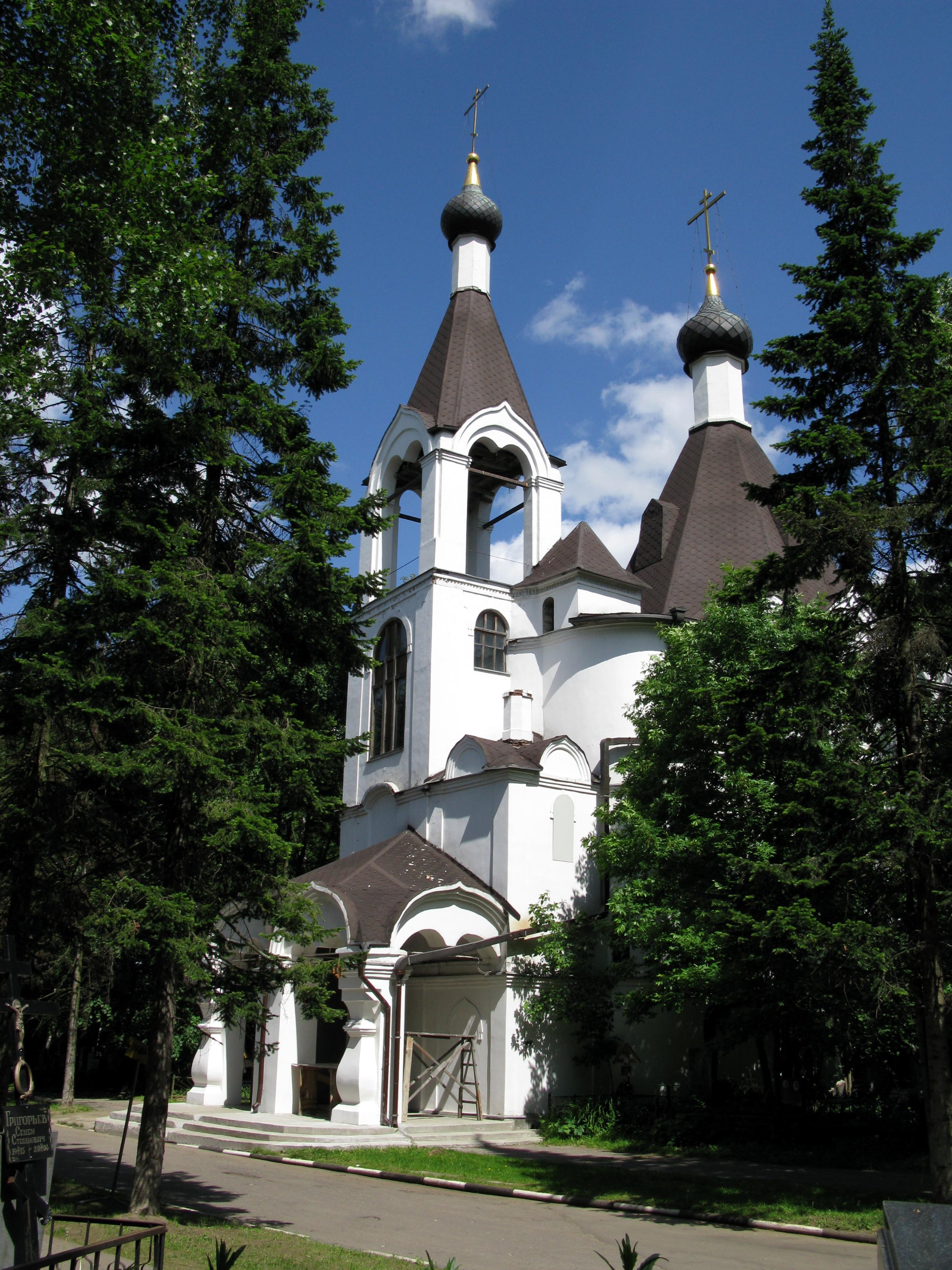
Церква Покрови Пресвятої Богородиці

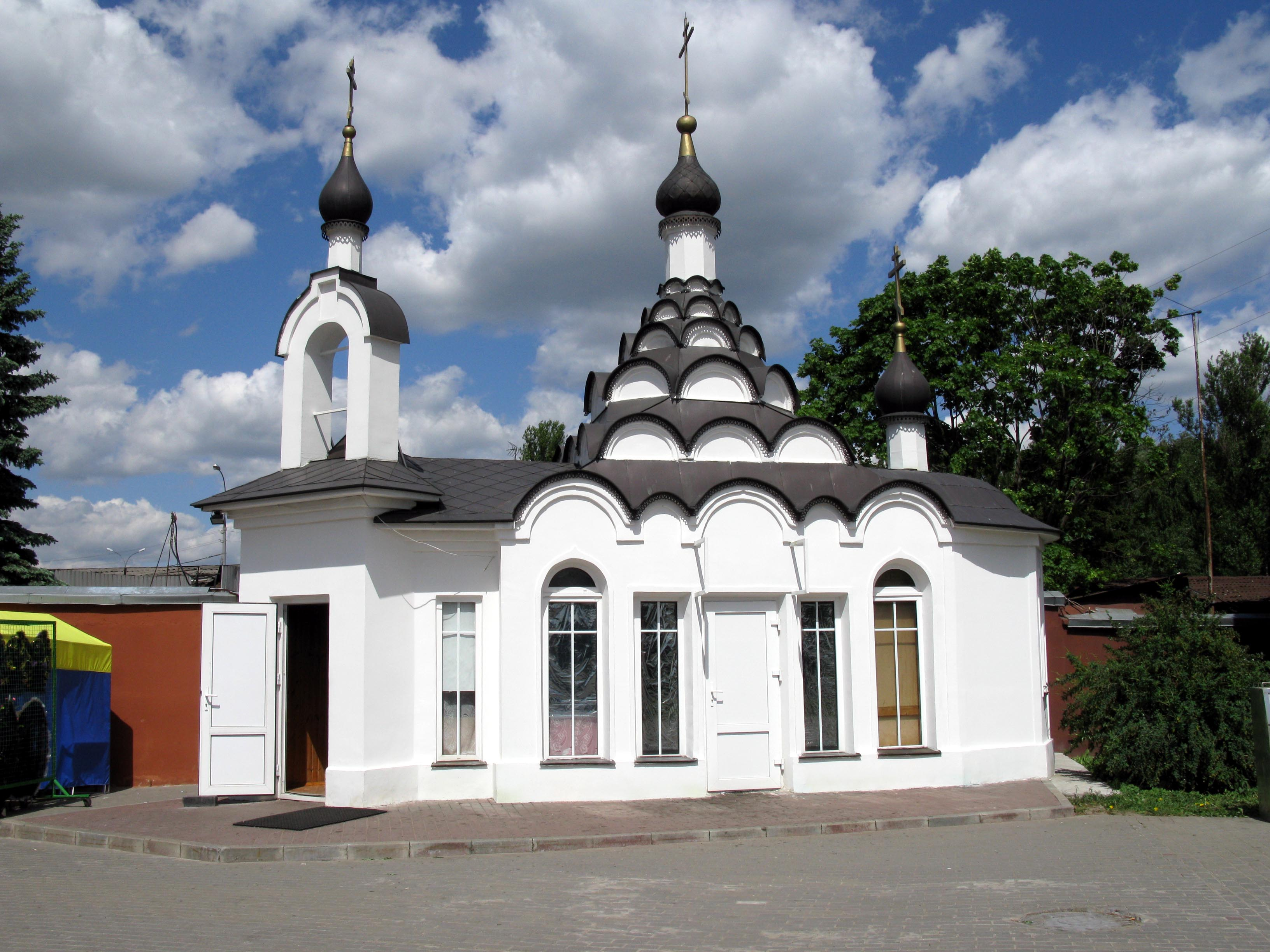
Каплиця Мученика Уара

У 1973 році на території цвинтаря відкрили 2-й Московський крематорій, найбільший у Європі — довгий час входив у Книгу рекордів Гіннесса як найбільший в світі.
Територія ділиться на дві частини: Східний та Центральний Ніколо-Архангельський цвинтар.
Біля північно-західного входу цвинтаря розташована церква Покрова Пресвятої Богородиці, а поблизу центрального входу — каплиця Мученика Уара.

## Поховання
На Ніколо-Архангельському цвинтарі поховані 40 Героїв Радянського Союзу та Героїв Росії, моряки підводного човна «Курськ», спецназівці, які брали участь у звільненні заручників в Беслані, діячі науки, культури, мистецтва, спорту.
Відомі особи, поховані на цвинтарі
- Ія Арепіна — радянська російська акторка театру та кіно.
- Ігор Акимушкін — радянський письменник та науковець-біолог
- Сергій Антонов — російський радянський письменник, сценарист.
- Лев Аронін — радянський шахіст, міжнародний Майстер (1950).
- Семен Бабаєвський — російський радянський письменник.
- Віктор Берковський — український бард, композитор, виконавець авторської пісні.
- Георгій Бокій — радянський науковець, професор, член-кореспондент Академії Наук СРСР.
- Андрій Войновський — російський радянський письменник та актор.
- Маргарита Гладунко — українська та білоруська акторка театру та кіно
- Григорій Головинський — російський музикознавець, доктор мистецтвознавства (1985).
- Анатолій Грейнер — радянський боксер-любитель. Семиразовий чемпіон СРСР, заслужений майстер спорту СРСР (1948).
- Данило Ільченко — радянський актор театру та кіно.
- Євген Лазарев — радянський, російський та американський актор театру і кіно, Народний артист РРФСР.
- Олег Леонтьєв — радянський науковець-геоморфолог, доктор географічних наук, професор. Заслужений діяч науки РРФСР (1980)
- Римма Маркова — радянська російська акторка театру та кіно.
- Ігор Марьєнков — офіцер ФСБ, Герой Російської Федерації (посмертно).
- Раднер Муратов — радянський російський актор, Заслужений артист РСФСР.
- Дмитро Оськін —— радянський летун-ас, учасник Другої світової та Корейської війн. Герой Радянського Союзу (1951).
- Сергій Павленко — радянський російський композитор симфонічних та музично-камерних жанрів.
- Петлюк Йосип Матвійович (1897—1968) — старшина РА, учасник нацистсько-радянської війни, Герой Радянського Союзу.
- Олексій Петренко — радянський російський актор театру та кіно українського походження.
- Олексій Погорєлов — радянський український математик, академік АН УРСР, академік АН СРСР, заслужений діяч науки і техніки України.
- Юрій Саранцев — російський актор. Заслужений артист Росії (1981), Народний артист Росії (2000).
- Зінаїда Славіна — радянська російська акторка театру та кіно.
- Марія Суходольська-Дикова — радянська акторка.
- Олексій Югов — російський письменник, літературознавець, перекладач.
- Олексій Яблоков — російський біолог та громадський і політичний діяч.
- Жанна Фріске — російська співачка.
- Паша Технік — російський реп- та хіп-хоп-виконавець.

## Режим роботи
- травень — вересень : щодня з 9 до 19 годин
- жовтень — квітень : щодня з 9 до 17 годин

## Світлини

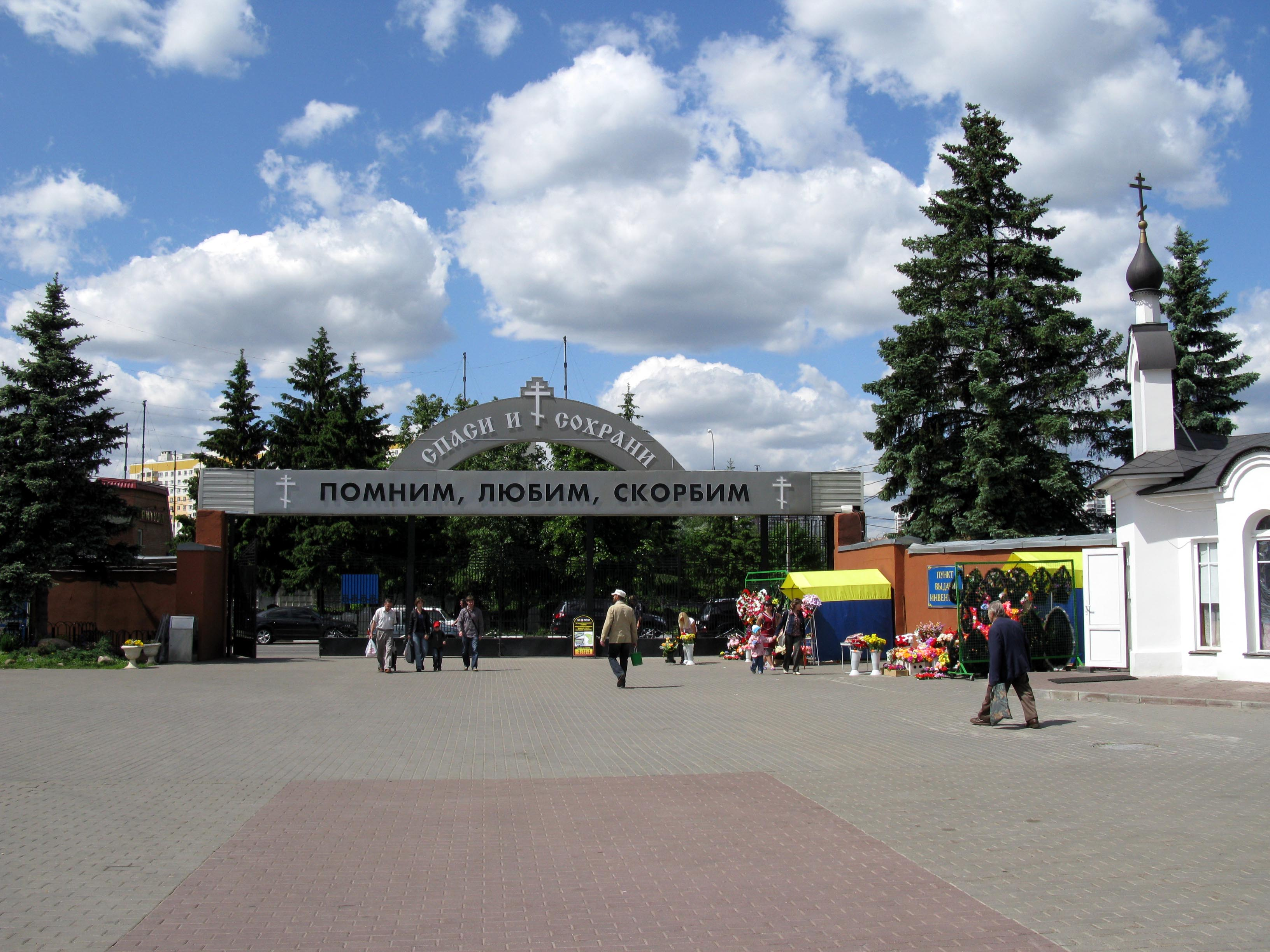
Центральний вхід, вигляд зсередини
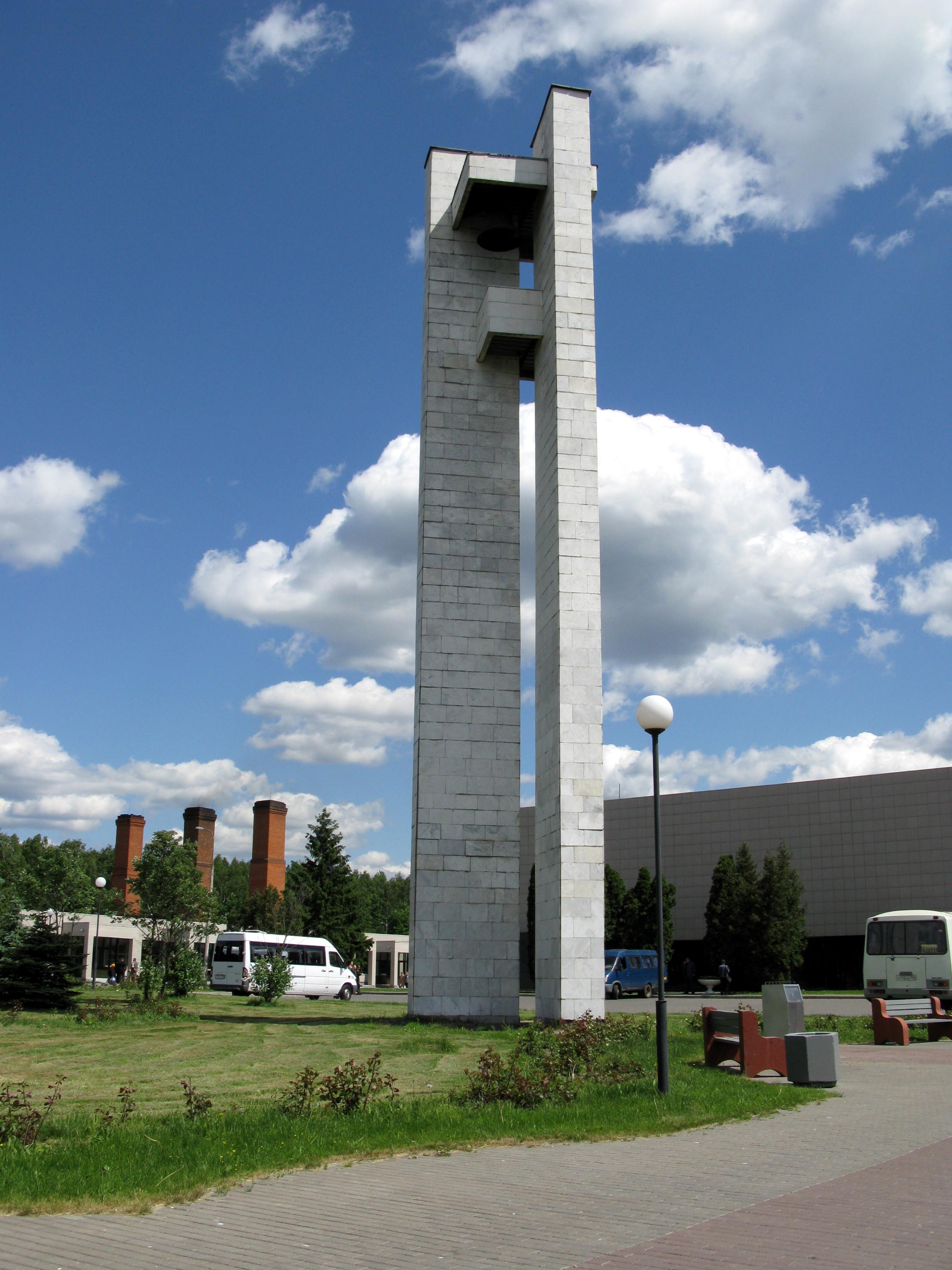
Крематорій
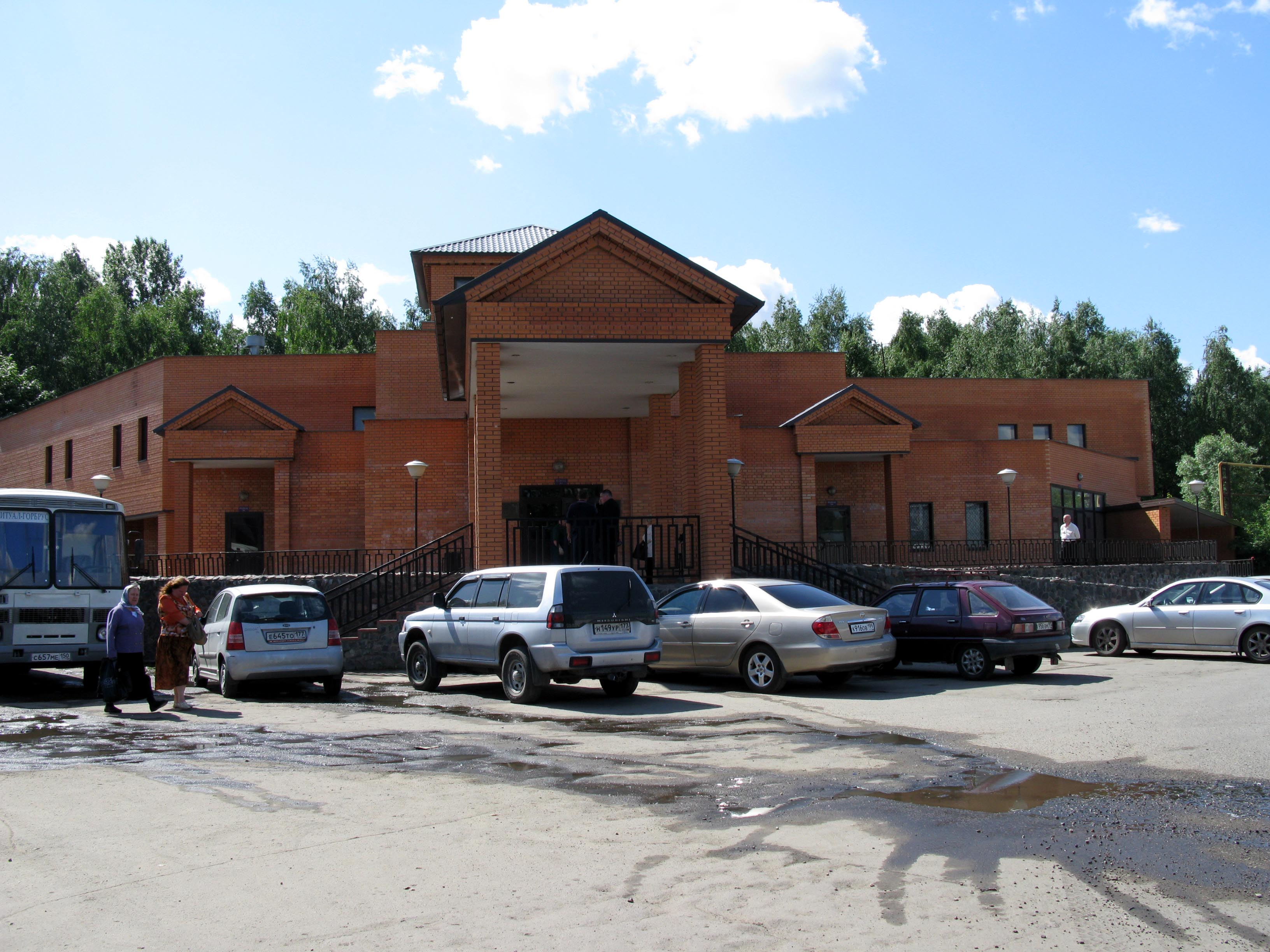
Крематорій ЗАТ «Горбрус»